# Hudenje
Hudenje este o localitate din comuna Škocjan, Slovenia, cu o populație de 58 de locuitori.